# القبیات
القبیات (به عربی: القبیات) یک منطقهٔ مسکونی در لبنان است که در استان شمالی لبنان واقع شده‌است.

## خصوصیات
القبیات ۱۲٬۰۰۰ نفر جمعیت دارد و ۷۰۰ متر بالاتر از سطح دریا واقع شده‌است.

## سرشناسان
- جورج ابراهیم عبدالله - (۱۹۵۱)، مبارز لبنانی. [۲]